# ザクセン＝コーブルク

ザクセン＝コーブルク（1680年頃）

ザクセン＝コーブルク公国
Herzogtum Sachsen-Coburg

1680年頃のザクセン＝コーブルク公国

ザクセン＝コーブルク公国 (ドイツ語: Sachsen-Coburg) はエルネスティン系ヴェッティン家の世襲による君主制国家であり、居城はオーバーフランケン地方のコーブルクに置かれていた。公家の断絶や相続に伴う分割により、何度か同族の公国に併合・分割されたが、1826年にザクセン＝ゴータと合同 (同君連合) してザクセン＝コーブルク＝ゴータ公国となり、ドイツ革命による君主制廃止まで続いた。 

## 歴史

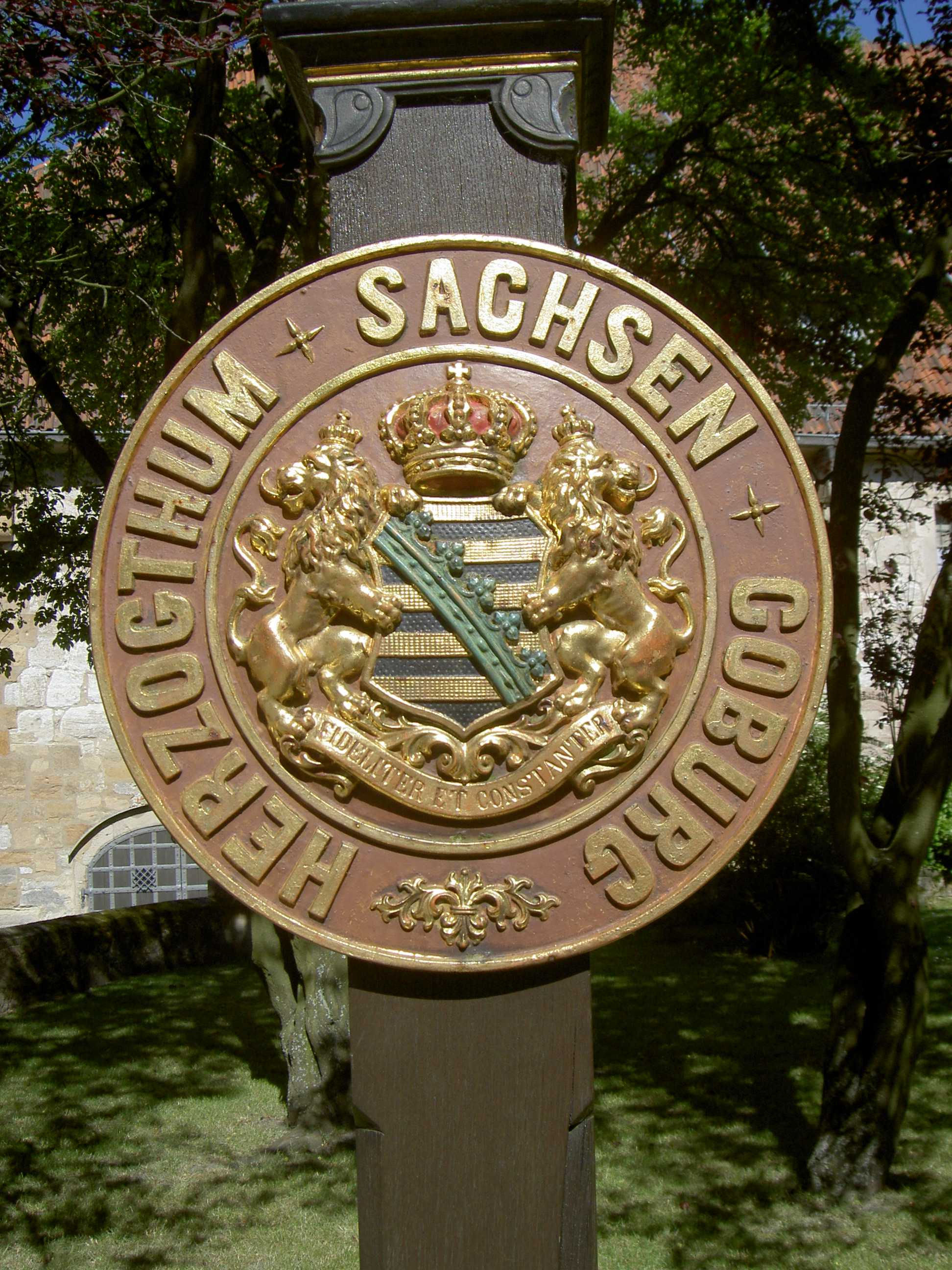
ザクセン＝コーブルクの紋章。「Fideliter et constanter」（不変の忠誠）のモットーが書かれている。

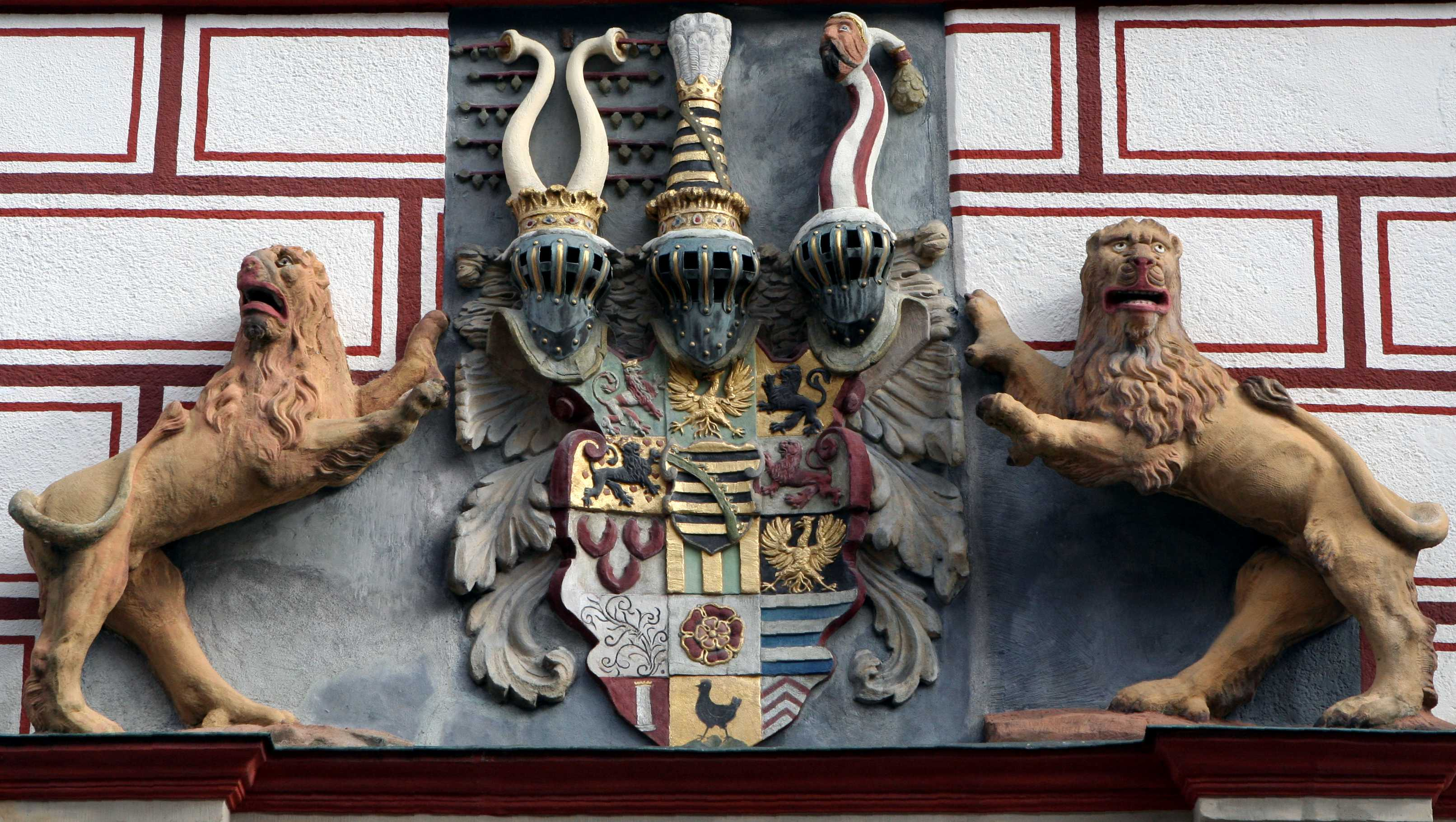
コーブルク郡庁舎に掲げられた紋章

### エルネスティン家
1347年にヘンネベルク＝シュレージンゲン伯ハインリヒ8世が亡くなったとき、ヘンネベルク＝シュレージンゲン家の所領は未亡人ユッタ・フォン・ブランデンブルクとハインリヒ8世の弟ヨハンの間で分割された。それに先立つ1346年にユッタの2番目の娘カタリーナ・フォン・ヘンネベルクと結婚したヴェッティン家のマイセン辺境伯フリードリヒ3世は、嫁資として南東部にあたるコーブルクを要求していたが、義父ハインリヒ8世の強い反対で叶わなかった。しかし6年後にユッタが亡くなってその遺領が3人の娘に相続されることになり、カタリーナがコーブルクを相続したためフリードリヒ3世はコーブルクを手に入れることができた。こうしてコーブルクはザクセン最南部の領土となった。1485年にザクセン選帝侯領がザクセン選帝侯エルンストとザクセン公アルブレヒト3世の間で分割された際、コーブルクはテューリンゲン方伯領の一部としてエルンストの所領となり、以降エルネスティン家に受け継がれていった。

### ヨハン・エルンスト公

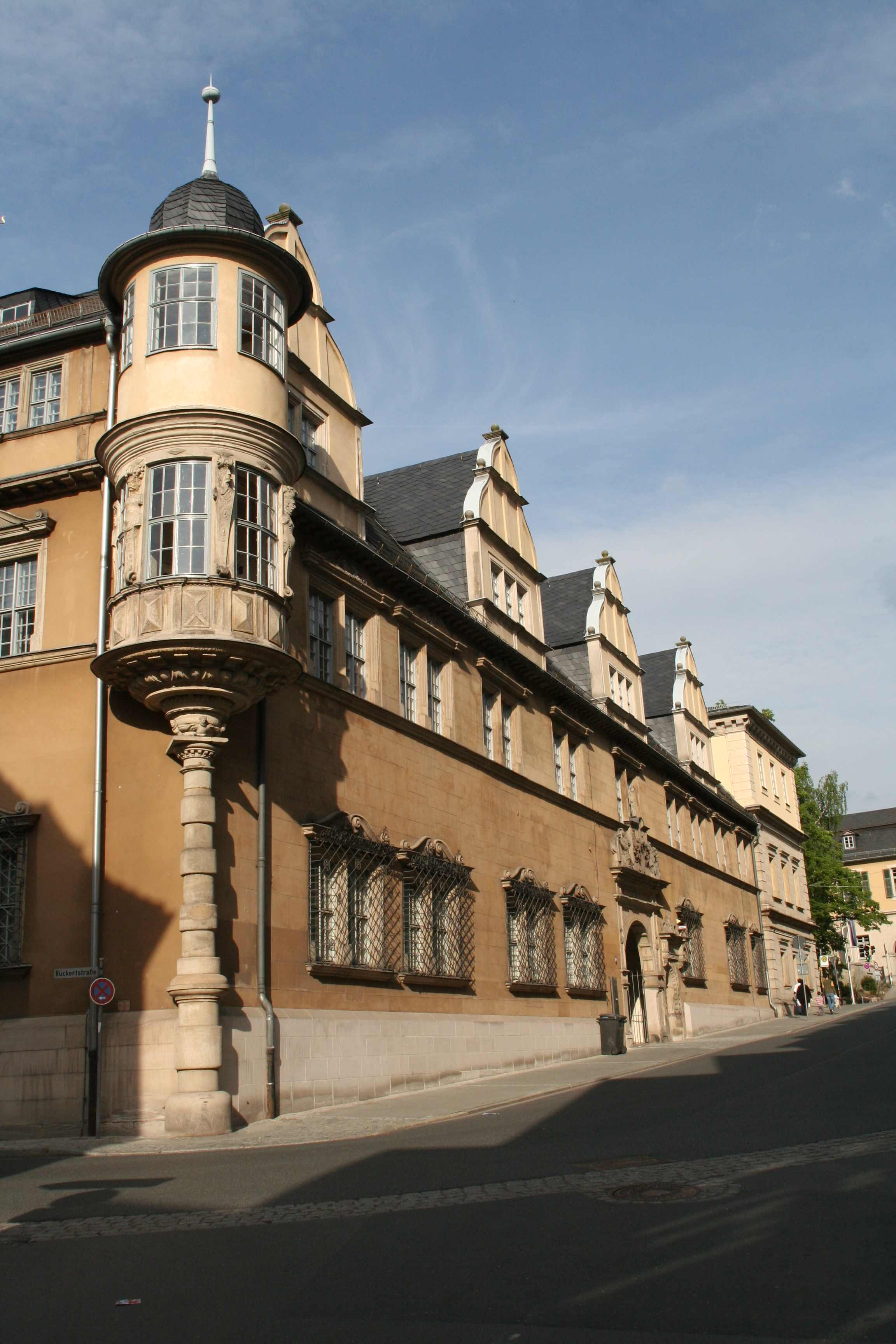
16世紀に建てられたエーレンブルク城。コーブルク。

テューリンゲンのエルネスティン家領は1547年のシュマルカルデン戦争での敗北により大幅に削られてしまった。ザクセン選帝侯ヨハン・フリードリヒ1世はミュールベルクの戦いで敗れて捕縛され、選帝侯位を剥奪された上に帝国アハト刑に処されたが、1552年のパッサウの和約でザクセン公の肩書とテューリンゲンの領地だけは確保できた。ザクセン＝コーブルク公ヨハン・エルンストはコーブルクの所領を安堵されたが、ヨハン・フリードリヒ1世の処遇について一切手出しを許されなかった。ヨハン・エルンストは新たな居城としてエーレンブルク城を建設したが、ここには後のザクセン＝コーブルク公も住み、さらに拡張が行われた。ヨハン・エルンストは1553年に子女なく亡くなり、釈放されたヨハン・フリードリヒ1世がザクセン公となったが、翌1554年に亡くなった。

### 共同統治
コーブルクの領主はヨハン・フリードリヒ1世の息子ヨハン・フリードリヒ2世となり、ヴァイマルに宮廷を置いた長弟ヨハン・ヴィルヘルムと末弟ヨハン・フリードリヒと共にゴータに宮廷を置いて統治した。末弟ヨハン・フリードリヒが若くして亡くなり、エルネスティン家領が再分割されることになると兄弟に諍いが起き、3年ごとに見直すことが取り決められた。ヨハン・フリードリヒ2世はゴータ、アイゼナハ、コーブルクを統治していたが、1566年に盗賊のヴィルヘルム・フォン・グルンバッハに焚き付けられて選帝侯位を奪還すべく神聖ローマ皇帝マクシミリアン2世に反乱を起こし、失敗して帝国アハト刑に処されたうえ死去まで獄中に留められた。ヨハン・フリードリヒ2世の所領は弟ヨハン・ヴィルヘルムのものとなったが、今度はヨハン・ヴィルヘルムがフランス王シャルル9世と同盟して皇帝の不興を買ってしまった。 

### ヨハン・カジミール

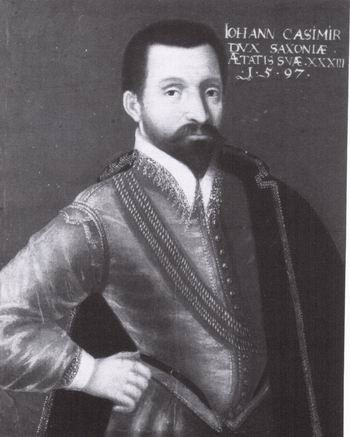
ザクセン＝コーブルク公ヨハン・カジミール (1597年、油彩画。カレンベルク城蔵)

マクシミリアン2世は、1572年のエアフルトの分割によりヨハン・ヴィルヘルムが手にした領地をヨハン・フリードリヒ2世の2人の息子との間で再分割させた。ヨハン・ヴィルヘルムはイェーナ、アルテンブルク、ザールフェルトなどを含むザクセン＝ヴァイマルの領主となり、ヨハン・フリードリヒ2世の子息ヨハン・カジミールとヨハン・エルンストにはテューリンゲン南部のコーブルクと西部のアイゼナハが与えられた。ヨハン・カジミールとヨハン・エルンストは未成年であったためザクセン選帝侯アウグストが後見人となり、その監督下で教育を施すこととなった。2代続けて帝国アハト刑となる反逆行為を働いたにもかかわらず、ヨハン・フリードリヒ1世の血族に領地が安堵されたのは、シュマルカルデン戦争で神聖ローマ皇帝側についた功でザクセン選帝侯位を得たアルベルティン家の勢力拡大を恐れたためである。実際、神聖ローマ皇帝マクシミリアン2世は1552年にザクセン選帝侯モーリッツの反抗によりパッサウの和約でルター派の容認を余儀なくされている。エルネスティン家の子弟に領地を継がせることで、アルベルティン家の領地拡大を防いだのである。 
1586年にザクセン選帝侯アウグストが亡くなると、ヨハン・カジミールとその弟ヨハン・エルンストが領主となり共同統治を行った。1596年にはヨハン・エルンストがザクセン＝アイゼナハの領地を得て独立し、以降コーブルクはヨハン・カジールの単独統治となった。その領土は、ラウター、ローダッハおよびゲシュトゥングスハウゼンからなるコーブルク郡と、ヒルトブルクハウゼン、レムヒルト、アイスフェルト、シャルカウ、ゾンネベルク、ノイシュタット、ノイハウス、メンヒェレーデン、ゾンネフェルトおよびテンネベルクからなるヘルトブルク郡であった。ヨハン・カジミールはコーブルクの統治基盤を整備したが、とりわけ死後も永く存続し、多くの政治的混乱をも乗り越えた官僚機構を確立したことは大きな業績といえる。1633年、ヨハン・カジミールは子女なく亡くなり、ザクセン＝コーブルクをヨハン・エルンストが継承したことでザクセン＝コーブルクとザクセン＝アイゼナハは合同してザクセン＝コーブルク＝アイゼナハ公国となった。しかし、ヨハン・エルンストにも子女がなく、領土再編は不可避であった。また、三十年戦争の影響でコーブルクを何度も軍隊が通過したため国力は大いに疲弊し、人口は55,000人から半分以下の22,000人にまで減少してしまった。 

### 相続
1638年、エルネスティン系のコーブルク＝アイゼナハ家が断絶し、その所領はザクセン＝ヴァイマルとザクセン＝アルテンブルクに分割された。1640年に兄弟間の分割相続協定により、コーブルク地方のうち、コーブルク、ゾンネフェルト、ゾンネベルク、ノイハウス、ノイシュタット、ヒルトブルクハウゼンおよびレムヒルトはザクセン＝アルテンブルク公フリードリヒ・ヴィルヘルム2世の所領となった。この際、アルテンブルクとコーブルクは同君連合となり、 それぞれ個別の統治機構が残された。フリードリヒ・ヴィルヘルム2世は1669年に亡くなり、さらにその跡を継いだフリードリヒ・ヴィルヘルム3世が3年後に亡くなると、ザクセン＝アルテンブルク家も絶えてしまった。このためコーブルク地方を含めたアルテンブルク公領の4分の3は、1672年にザクセン＝ゴータ公エルンスト1世が継承した。エルンスト1世は1675年に亡くなったが、所領をフリードリヒ1世を始めとする7人の子息が共同統治するよう遺言した。 
しかし、結局1680年に所領は兄弟7人で分割することになり、長子フリードリヒ1世がザクセン＝ゴータ＝アルテンブルク、ベルンハルト1世がザクセン＝マイニンゲンを手にし、ザクセン＝コーブルクはアルブレヒトの所領となった。この際、レムヒルトとヒルトブルクハウゼンをさらに下の弟ハインリヒとエルンストに譲るため、コーブルク、ノイシュタット / ゾンネベルク、メンヒェローデン、ゾンネフェルト、ノイハウスの各郡はかなり削られて小さくなった。

### アルブレヒト公

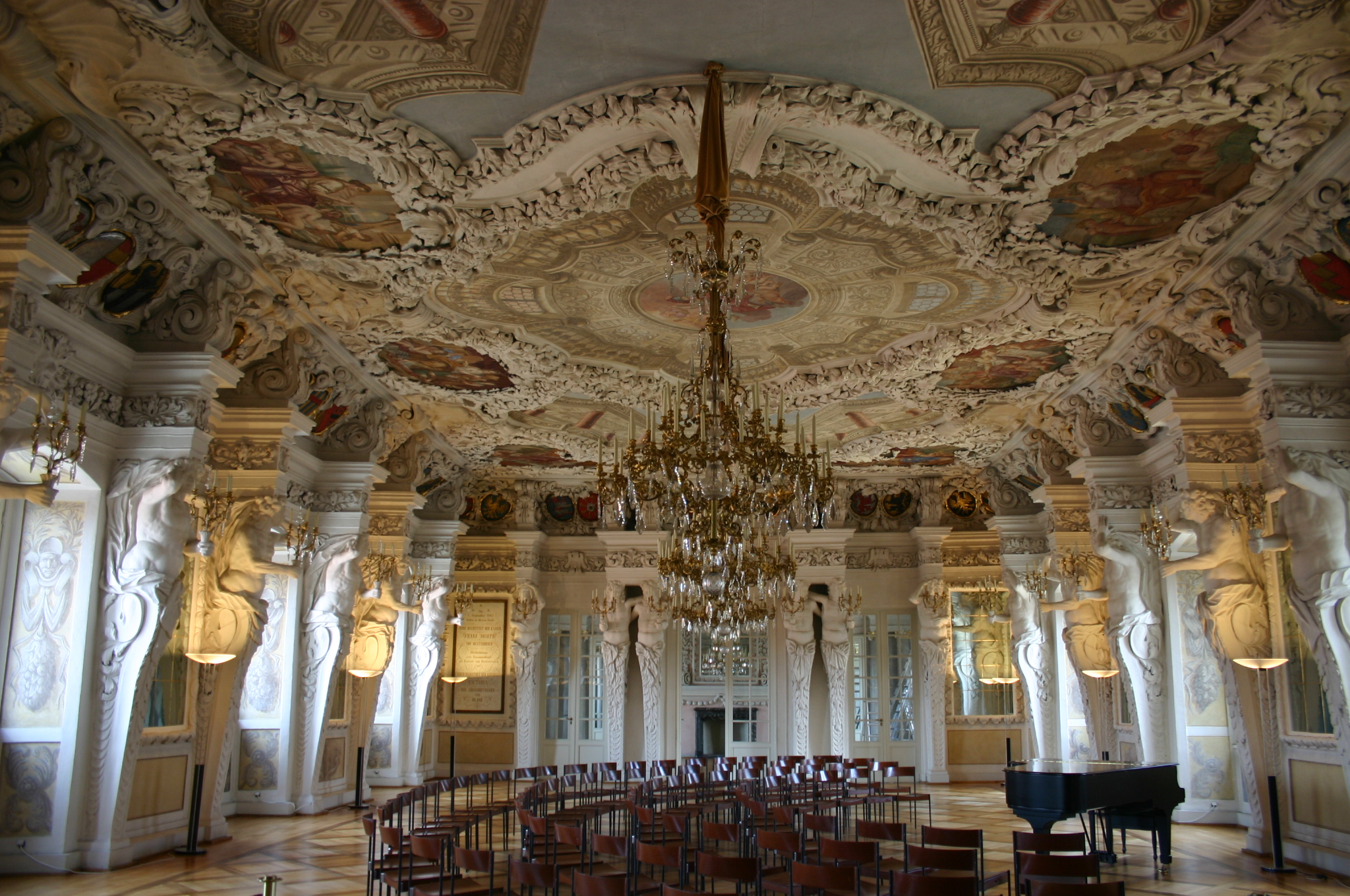
エーレンブルク城の大広間。アルブレヒト公による1690年代の壮大な建築計画を物語っている。

コーブルクの居城をバロック様式に改築したのはアルブレヒトであった。彼は彼の王室と王子の同時代人の習慣に自分自身を向け、コーブルクの模造ミニチュアを試みた。彼の宮廷図書館には4757冊の本が所蔵されている。ギムナジウムであったカジミーリアヌム・コーブルクを大学にまで発展させようとしたが、財政難のため断念せざるを得なかった。1690年に焼失したエーレンブルク城をバロック様式の宮殿として再建したことで、公国は極端な財政難に陥った。アルブレヒトは子女のないまま1699年に亡くなり、その遺領は他の兄弟に分割された。ゾンネフェルトは1705年にザクセン＝ヒルトブルクハウゼンに継承されたものの、それ以外領地の帰属についてはザクセン＝マイニンゲンのベルンハルトとザクセン＝ザールフェルトのヨハン・エルンストの間で争いになり、30年を経た1735年に数度にわたる神聖ローマ皇帝の仲裁を経てようやく解決を見た。これによりノイハウスとゾンネベルクはザクセン＝マイニンゲンに継承され、残りの部分はザクセン＝ザールフェルトに併合されてザクセン＝コーブルク＝ザールフェルト公国となった。

### フランツ・ヨシアス公
ザクセン＝コーブルク＝ザールフェルト公ヨハン・エルンストが1729年に亡くなると、遺言によりクリスティアン・エルンストとフランツ・ヨシアスが所領を共同で相続したが、クリスティアン・エルンストはザールフェルト、フランツ・ヨシアスはコーブルクに宮廷を置く二重宮廷となった。クリスティアン・エルンストが1745年に亡くなると、フランツ・ヨシアスがザールフェルトを継承した。フランツ・ヨシアスは多数の子女で領地を分割相続するのは公家断絶の元であると考え、1747年には神聖ローマ帝国の認可を受けて継承法を長子相続に改めた。1806年に神聖ローマ帝国が消滅するとザクセン＝コーブルク＝ザールフェルト公国として独立し、1826年にはザクセン＝ゴータ＝アルテンブルク家断絶に伴うエルネスティン系諸公国の領土再編によりザクセン＝コーブルク＝ゴータ公国となった。この際、ザクセン＝コーブルク公国とザクセン＝ゴータ公国の同君連合の形を採ったが、この連合関係は1918年11月のドイツ革命を経て1919年4月12日に分離条約が締結され、ザクセン＝ゴータ自由州とコーブルク自由州に分離するまで続いた。

## ザクセン＝コーブルクの領主
- ザクセン＝コーブルク公（1572年 - 1638年）
  - 1572-1586年：ザクセン選帝侯アウグスト (ヨハン・フリードリヒ2世の子息ヨハン・カジミールとヨハン・エルンストが未成年のため後見)
  - 1586-1596年：ヨハン・カジミールとヨハン・エルンストの共同統治
  - 1596-1633年：ヨハン・カジミール
  - 1633-1638年：ザクセン＝アイゼナハ公ヨハン・エルンスト
  - 1639-1669年：ザクセン＝アルテンブルク公フリードリヒ・ヴィルヘルム2世
  - 1669-1672年：ザクセン選帝侯ヨハン・ゲオルク2世とザクセン＝ツァイツ公モーリッツ (フリードリヒ・ヴィルヘルム2世の息子フリードリヒ・ヴィルヘルム3世が未成年のため後見)
  - 1672-1674年：ザクセン＝ゴータ公エルンスト1世 (敬虔公)
  - 1674-1680年：ザクセン＝ゴータ公フリードリヒ1世

- ザクセン＝コーブルク公（1681年 - 1735年）
  - 1681-1699年：アルブレヒト (ザクセン＝ゴータ公エルンスト1世の息子)
  - 1699-1729年：ザクセン＝ザールフェルト公ヨハン・エルンスト (ザクセン＝ゴータ公エルンスト1世の息子)
  - 1729-1735年：ザクセン＝ザールフェルト公クリスティアン・エルンストとフランツ・ヨシアスの共同統治

- ザクセン＝コーブルク＝ザールフェルト公
  - 1735-1745年：クリスティアン・エルンストとフランツ・ヨシアスの共同統治
  - 1745-1764年：フランツ・ヨシアス (ザクセン=ザールフェルト公ヨハン・エルンストの息子)
  - 1764-1800年：エルンスト・フリードリヒ (フランツ・ヨシアスの息子)
  - 1800-1806年：フランツ・フリードリヒ (エルンスト・フリードリヒの息子)
  - 1806-1826年：エルンスト (フランツ・フリードリヒの息子)

- ザクセン＝コーブルク＝ゴータ公
  - 1826-1844年：エルンスト1世
  - 1844-1893年：エルンスト2世
  - 1893-1900年：アルフレート
  - 1900-1905年：エルンスト・フォン・ホーエンローエ＝ランゲンブルク (摂政)
  - 1905-1918年：カール・エドゥアルト